# Золотой паук
Интернет-премия «Золотой паук» (тур. Altın Örümcek Web Ödülleri) — турецкая интернет-премия. Учреждена 22 мая 2002 года коммуникационной компанией DorukNet. Первая интернет-премия и единственная независимая интернет-премия в Турции.

## История
Первая церемония награждения, которая состоялась 22 мая 2002 года, прошла при участии тогдашнего министра культуры Турции Истемихана Талая. Первым спонсором премии был Microsoft. Церемония награждения прошла в Levent İş Kuleleri в Стамбуле.
Логотип премии был разработан Эмре Эрдемом, а награды — Эрдоганом Сармой.
По состоянию на 2023 год вручается в номинациях «Лучший веб-сайт», «Лучшее мобильное приложение», «Туризм и путешествия», «Банковское дело и финансы», «Производство и промышленность», «Сайты знаменитостей», «Наука и технологии», «Цифровой маркетинг», «Цифровая кампания», «Образование», «Электронная коммерция и покупки», «Событие в культуре и искусстве», «Недвижимость и жильё», «Сфера услуг и B2B», «Государственное агентство», «Корпорации», «Журнал, новости, блог», «Микросайт», «Совместимость с мобильными устройствами», «Мода и красота», «Авто», «Розничная торговля и мерчандайзинг», «Здоровье», «Социальная ответственность», «Еда и напитки», «Самое доступное мобильное приложение», «Самый доступный веб-сайт», «Народный фаворит». Самым титулованным брендом премии является турецкий банк Garanti, на 2023 год имеющий 73 награды. Самым титулованным агентством является MagiClick Digital с 87 наградами.